# Diócesis de Escuintla
La diócesis de Escuintla (en latín: Dioecesis Escuintlensis) es una circunscripción eclesiástica de la Iglesia católica en Guatemala. Se trata de una diócesis latina, sufragánea de la arquidiócesis de Guatemala. Desde el 3 de abril de 2004 su obispo fue Víctor Hugo Palma Paúl. Hasta el 22 de febrero de 2025 con sede vacante, A tenor de todo los cánones 419 y 421 teniendo noticias ciertas de la sede vacante de la Diócesis de Escuintla, el presidente del colegio de Consultores convocó a asamblea el día lunes 24 de febrero del 2025, para elegir al Administrador Diocesano. Ha elegido al Pbro. Carlos Enrique Rivera Ramírez como el Administrador diocesano mientras dure la sede vacante de la diócesis de Escuintla. 

## Territorio y organización
La diócesis tiene 4384 km² y extiende su jurisdicción sobre los fieles católicos de rito latino residentes el departamento de Escuintla. 
La sede de la diócesis se encuentra en la ciudad de Escuintla, en donde se halla la Catedral de la Inmaculada Concepción.
En 2021 en la diócesis existían 18 parroquias.

## Historia
La prelatura territorial de Escuintla fue erigida el 9 de mayo de 1969 con la bula De animorum bono del papa Pablo VI, obteniendo el territorio de la arquidiócesis de Guatemala.
El 28 de julio de 1994 la prelatura territorial fue elevada a diócesis con la bula Cum praelatura territorialis del papa Juan Pablo II.

## Estadísticas
Según el Anuario Pontificio 2022 la diócesis tenía a fines de 2021 un total de 1 261 940 fieles bautizados.
| Año                                                                             | Población            | Población | Población      | Sacerdotes | Sacerdotes    | Sacerdotes    | Bautizados por sacerdote | Diáconos permanentes | Religiosos | Religiosos | Parroquias |
| Año                                                                             | Bautizados católicos | Total     | % de católicos | Total      | Clero secular | Clero regular | Bautizados por sacerdote | Diáconos permanentes | Varones    | Mujeres    | Parroquias |
| ------------------------------------------------------------------------------- | -------------------- | --------- | -------------- | ---------- | ------------- | ------------- | ------------------------ | -------------------- | ---------- | ---------- | ---------- |
| 1970                                                                            | 200 000              | 270 059   | 74.1           | 17         |               | 17            | 11 764                   |                      | 17         | 20         | 9          |
| 1976                                                                            | 215 000              | 310 000   | 69.4           | 16         | 1             | 15            | 13 437                   |                      | 15         | 16         | 9          |
| 1980                                                                            | 231 000              | 335 000   | 69.0           | 16         | 2             | 14            | 14 437                   |                      | 14         | 18         | 9          |
| 1990                                                                            | 550 000              | 685 000   | 80.3           | 3          |               | 3             | 183 333                  |                      | 3          | 16         | 14         |
| 1999                                                                            | 700 000              | 1 000     | 70.0           | 12         | 11            | 1             | 58 333                   |                      | 1          | 44         | 15         |
| 2000                                                                            | 700 000              | 1 000     | 70.0           | 17         | 16            | 1             | 41 176                   |                      | 1          | 47         | 15         |
| 2001                                                                            | 700 000              | 1 000     | 70.0           | 3          | 3             |               | 233 333                  |                      |            | 45         | 15         |
| 2002                                                                            | 700 000              | 1 000     | 70.0           | 6          | 5             | 1             | 116 666                  |                      | 1          | 43         | 15         |
| 2003                                                                            | 700 000              | 1 000     | 70.0           | 17         | 16            | 1             | 41 176                   |                      | 1          | 42         | 15         |
| 2004                                                                            | 700 000              | 1 000     | 70.0           | 18         | 17            | 1             | 38 888                   |                      | 1          | 42         | 15         |
| 2006                                                                            | 735 000              | 1 051 000 | 69.9           | 21         | 19            | 2             | 35 000                   |                      | 2          | 49         | 10         |
| 2010                                                                            | 887 000              | 1 149 000 | 77.2           | 23         | 22            | 1             | 38 565                   |                      | 1          | 46         | 17         |
| 2013                                                                            | 954 000              | 1 237 000 | 77.1           | 22         | 21            | 1             | 43 363                   |                      | 1          | 46         | 17         |
| 2016                                                                            | 1 024 000            | 1 329 000 | 77.1           | 28         | 28            |               | 36 571                   |                      |            | 37         | 18         |
| 2019                                                                            | 1 098 550            | 1 425 700 | 77.1           | 30         | 30            |               | 36 618                   |                      |            | 39         | 18         |
| 2021                                                                            | 1 261 940            | 1 637 952 | 77.0           | 38         | 29            | 9             | 33 208                   |                      | 9          | 34         | 18         |
| Fuente: Catholic-Hierarchy, que a su vez toma los datos del Anuario Pontificio. |                      |           |                |            |               |               |                          |                      |            |            |            |

## Episcopologio

### Prelados de Escuintla
- José Julio Aguilar García † (9 de mayo de 1969-2 de noviembre de 1972 nombrado obispo de Santa Cruz del Quiché)
- Mario Enrique Ríos Mont, C.M. (13 de julio de 1974-3 de marzo de 1984 renunció)
  - Sede vacante (1984-1986)[nota 1]
- Fernando Claudio Gamalero González † (13 de marzo de 1986-28 de julio de 1994 nombrado obispo)

### Obispos de Escuintla
- Fernando Claudio Gamalero González † (28 de julio de 1994-3 de abril de 2004 falleció)
- Víctor Hugo Palma Paúl, por sucesión el 3 de abril de 2004